# Les Isles-Bardel

Les Isles-Bardel este o comună în departamentul Calvados, Franța. În 1 ianuarie 2022 avea o populație de 71 de locuitori.